# Рахім Адемі
Рахім Адемі (хорв. Rahim Ademi; 30 січня 1954, Карач, Вучітрн) — бригадний генерал Сухопутних військ Хорватії.
Він походить з родини косовських албанців. У 1976 році він закінчив Військову академію Югославської народної армії (ЮНА) у Белграді, після чого почав службу у Рогозніці біля Шибеника. У 1986 році військовий суд у Сараєво визнав його винним у «контрреволюційних діях» і «албанському сепаратизмі», але після відбуття півтора року у в'язниці, Вищий військовий суд погодився з його апеляцією і виправдав його. Після звільнення він служив у гарнізоні у Сіні.
У 1990 році, коли почалася війна в Хорватії, він дезертував з югославської армії і приєднався до створеної з нуля хорватської армії. Офіційно з 1991 по 1992 він був співробітником МВС. У 1992 році у званні бригадира він прийняв командування хорватськими військами у районі Сіня. У 1993 році він був переведений на посаду заступника командувача округом у Госпичі, але звільнений з посади у тому ж році після операції «Медакська кишеня». Пізніше він служив суб-командиром військового округу у Спліті і отримав звання бригадного генерала за його досягнення в операції «Буря» у 1995 році, залишався на посаді до 1999 року, коли він був переведений на посаду заступника головного інспектора Збройних Сил у Загребі.
Адемі одружений, має двох дітей.